# Cnemaspis permanggilensis
Cnemaspis permanggilensis este o specie de șopârle din genul Cnemaspis, familia Gekkonidae, descrisă de Grismer și Atulananda Das în anul 2006. Conform Catalogue of Life specia Cnemaspis permanggilensis nu are subspecii cunoscute.